# Orxeta (kommun i Spanien)
Orxeta är en kommun i Spanien.   Den ligger i provinsen Provincia de Alicante och regionen Valencia, i den sydöstra delen av landet, 400 km sydost om huvudstaden Madrid. Antalet invånare är 921. Arean är 24,1 kvadratkilometer. Orxeta gränsar till Aigües, El Campello, Finestrat, Relleu, Sella och Villajoyosa. 
Terrängen i Orxeta är kuperad österut, men västerut är den platt.